# Ernie Davis
Ernest Davis, detto Ernie (New Salem, 14 dicembre 1939 – Cleveland, 18 maggio 1963), è stato un giocatore di football americano statunitense, sport nel quale ricopriva il ruolo di runningback. Fu il primo giocatore afro-americano a vincere l'Heisman Trophy, il più prestigioso premio a livello collegiale.

## Biografia
Nato in Pennsylvania, all'età di 12 anni, dopo la prematura scomparsa del padre, si trasferì con la madre ed il suo nuovo compagno ad Elmira, nello stato di New York. Dopo diverse esperienze con il basket, decise, una volta approdato alla high school, di cimentarsi con il football americano, ottenendo peraltro discreti successi, come giocatore liceale, anche nel baseball.

### Carriera universitaria
Al termine della sua carriera scolastica scelse l'Università di Syracuse, diventando rapidamente leader indiscusso di una formazione che riuscì nell'impresa di vincere due importanti Bowl (finali di campionato universitario, dove si accede su invito della NCAA in base ai risultati sportivi conseguiti durante l'anno).
Nel 1960 gli Orangemen di Syracuse, vinsero il Cotton Bowl 22 a 14 contro i temibili Longhorns della locale Università del Texas, e l'anno successivo (1961), il Liberty Bowl contro gli Hurricanes dell'Università di Miami per 14 a 13. In ambedue gli incontri Davis fu eletto miglior giocatore della partita. Proprio alla partita di Dallas si fa risalire la nascita del soprannome di Ernie.
Fu un giornalista dell'Elmira star-gazzette Al Mallett, a coniare per lui il nick-name The Elmira Express (il treno di Elmira), sintesi perfetta della straordinaria potenza e dell'incredibile velocità del giovane running back. Altra curiosità è legata al suo numero di maglia da atleta universitario, il 44. Tale numero fu appuntato sulle spalle di un'altra leggenda degli Orangeman e dei Browns, Jim Brown (leggenda del football, ed attore ne Quella sporca dozzina).
Nel 1962, al termine della sua carriera universitaria, vinse l'Heisman Trophy, premio riservato al miglior giocatore universitario di football. Fu il primo giocatore afro-americano a fregiarsi di tale riconoscimento e lo stesso Presidente John Fitzgerald Kennedy chiese di poterlo incontrare mentre si trovava a New York per ritirare il premio.

### Carriera professionistica
Il giocatore di Syracuse era stato scelto con la prima chiamata assoluta del Draft NFL 1962, dai Washington Redskins, che in seguito avevano scambiato la scelta con i Cleveland Browns. Il giocatore, date anche le sue rare potenzialità tecniche, firmò il più ricco contratto mai sottoscritto all'epoca da un giocatore al debutto.

### Morte

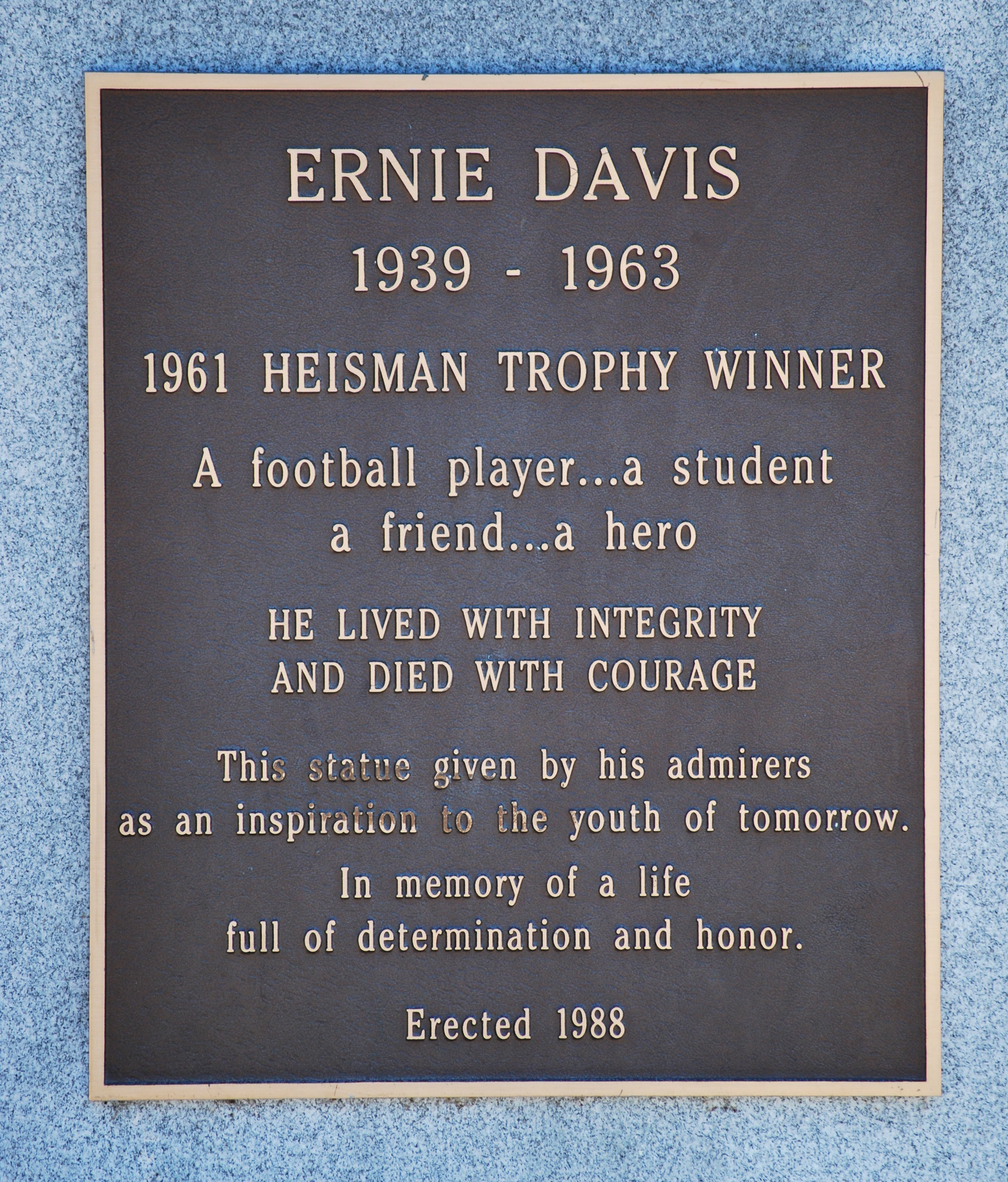
Una targa alla Ernie Davis Academy a Elmira, New York

Nel corso delle visite mediche precedenti al training camp (sorta di ritiro pre-campionato), i medici gli riscontrarono una gravissima forma di leucemia che lo uccise a soli 23 anni, il 18 maggio 1963.

## In sua memoria
- A lui sono dedicati un libro ed un film intitolato The Express.
- I Cleveland Browns ne hanno onorato la memoria ritirando il suo numero di maglia da professionista, il 45.
- Le sue spoglie riposano al Woodlawn Cemetery di Elmira.

## Vittorie e premi
- Heisman Trophy (1961)
- MVP del Liberty Bowl (1961)
- MVP del Cotton Bowl Classic (1960)
- College Football Hall of Fame